# مسفوف

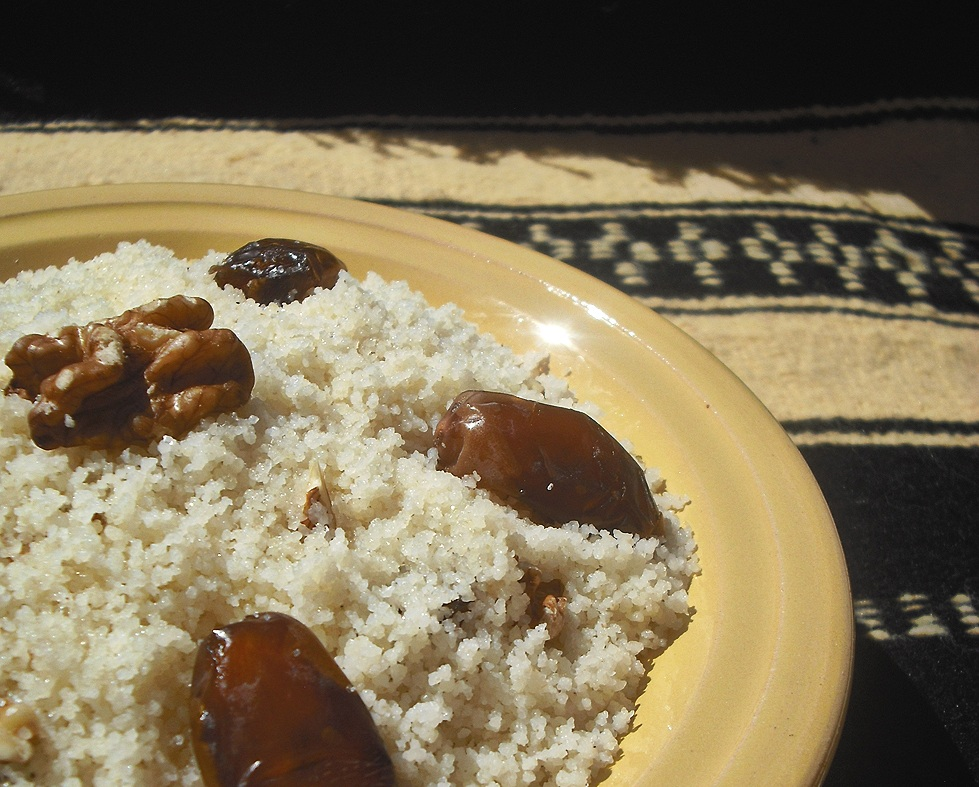
مسفوف من المطبخ الجزائري

الـمسفوف أكلة دسمة شبيهة بالكسكسي، تُعدّ بالسميد الجاف مع البازلاء أو الزبيب. يوجد العديد من أنواع المسفوف المالح أو الحلو الذي يقدّم كتحلية أو كوجبة غير رئيسية.
ينتشر المسفوف في الجزائر وتونس، وهو أخف من الكسكسي بالخضروات أو باللحم، يُتناول المسفوف عادة في العشاء أو في آخر الوجبة. في نسخته الحلوة، يُقدّم المسفوف يكثرة في المناسبات التقليدية وفي الوجبات العائلية. اشتهر تقديم المسفوف كطبق للسحور خلال شهر رمضان.
توجد العديد من وصفات الطبخ المحلية والعائلية للمسفوف: يمكن أن يُقدّم المسفوف في الجزائر كطبق رئيسي توجد فيه البازلاء والفول، مع امكانية تقديمه مع اللبن، أو الرايب أو الياغورت؛ مسفوف جربة في تونس يحتوي على الكثير من البهارات، ويُقدّم عادة مع الفلفل المنقع في زيت الزيتون، واللحم المقدد. في شمال البلاد التونسية، المسفوف حلو ويعتبر من التحلية.
مع فصل الربيع أو الصيف، يُصحب المسفوف بمختلف الأعشاب العطرية، كالبسباس، الثوم، أوراق البصل، الخزامى... أو الفواكه مثل العنب وحبوب الرمان.
المسفوف الحلو، يُزيّن بالزبيب والتمر والفواكه الجافة.